# Живот
 За клетъчния автомат вижте Живот (игра).  
Животът е свойство, отличаващо обектите, които извършват биологични процеси, от тези, които не извършват – поради прекратяване на тези процеси (смърт) или тъй като никога не са ги извършвали (нежива природа).
В биологията, науката, изучаваща живите организми, животът е характеристиката, отличаваща активните организми от неорганичната материя. В живите организми протича метаболизъм, намират се в състояние на хомеостаза, имат способност за растеж, реагират на стимули, размножават се и, чрез естествен отбор се адаптират към окръжаващата ги среда в последователните поколения. По-сложните организми могат да общуват по различни начини. Множеството разнородни форми на живот образуват биосферата на Земята, като характеристиките, общи за всички тези организми – растения, животни, гъби, протисти, археа и бактерии – са сложната клетъчна организация, базирана на въглерода и водата, и наследствената генетична информация.
Във философията и религията съществуват различни възгледи за характера на живота. При тях водещи са проблемите за връзките на живота със съществуването и съзнанието. Някои философски школи и религиозни течения не признават съществуването на такова нещо като „нежива природа“, като често психическия предшества органическия живот, и е негова причина, а не следствие.

## Определения
В съвременната наука и философия не съществува общоприето и еднозначно определение на живота. Дефинирането на живота е трудно, донякъде защото той представлява процес, а не определена субстанция. Подобна дефиниция трябва да се отнася не само за всички видове живи същества на Земята, но и за живот, който би могъл да бъде фундаментално различен от земния.
Поради липсата на универсално определение на живота, в съвременната биология той се дефинира описателно като свойство на организмите, при които се проявяват всички или повечето от следните явления:
- Хомеостаза: регулация на вътрешната среда на организма с оглед поддържане на стабилно състояние и равновесие. Пример за това е промяната в концентрацията на електролитите или потенето, които намаляват температурата.
- Организация: структуриране на базата на една или повече клетки, които са основната единица на живота.
- Метаболизъм: трансформиране на енергия чрез преобразуване на химични вещества и енергия в клетъчни компоненти вътре в клетката (анаболизъм) и разграждане на органични вещества (катаболизъм). Живите същества изискват енергия, за да поддържат своята вътрешна среда (хомеостаза), както и за останалите функции, характерни за живота.
- Растеж: поддържане на по-високо ниво на изграждане (анаболизъм) от това на разграждане (катаболизъм). Растящият организъм увеличава размерите на всяка своя част, а не просто натрупва материя.
- Адаптация: възможност за изменение във времето в отговор на промените в околната среда. Тази способност на живите същества е фундаментална за процеса на еволюция и определя от тяхната наследственост, както и от състава на метаболичните вещества и от наличните външни фактори.
- Реагиране на въздействия: реагирането може да бъде под различни форми: от свиване на едноклетъчните под действието на външно химическо вещество до сложни реакции с участието на всички сетива при многоклетъчните. Реагирането често се проявява като движение, например обръщането на листата на растенията, според посоката на слънцето (фототропизъм), или промяната на посоката на движение на бактериите, според наличието на определени химически вещества (хемотаксис).
- Размножаване: възможност да се образуват нови организми. Размножаването може да бъде безполово (с един родителски организъм) или полово (с два различни родителски организма).

В търсене на обща дефиниция, включваща минималното множество от признаци на живота, отделни автори предлагат собствени определения, като:
- Живите същества са системи, които реагират на промени в окръжаващата ги среда и в самите тях по начин, насочен към тяхното съхранение.
- Животът е мрежа от низши отрицателни обратни връзки (регулаторни механизми), подчинени на по-висша положителна обратна връзка (потенциал за разширение, размножаване).[14]
- Животът е самоподдържаща се химическа система, способна на еволюция в дарвинов смисъл.[15]
- Живите същества са обекти със способност за метаболизъм и движение.[11]

Причисляването на вирусите към живите същества е спорно. Повечето автори не ги смятат за същински живи същества, като понякога са определяни като „организми на границата на живота“, тъй като те притежават гени, еволюират чрез естествен отбор, и се реплицират, създавайки множество копия на самите себе си. В същото време вирусите нямат метаболизъм и имат нужда от други клетки за реплицирането си.
В контекста на биофизиката определението за живот се разглежда във връзка с отрицателната ентропия. По-конкретно, според физици като Джон Дезмънд Бернал, Ервин Шрьодингер или Юджин Уигнър, животът принадлежи към клас от явления, които представляват отворени или непрекъснати системи със способност да намаляват своята вътрешна ентропия за сметка на вещества или свободна енергия, приемани от окръжаващата среда и впоследствие изхвърляни в нея в разложена форма.
Теорията на живите системи определя живите същества като самоорганизиращи се и автопоетични (самосъздаващи се) обекти. Варианти на това определение са дефиницията на Стюарт Кауфман за автономните агенти или концепцията за многоагентните системи, способни да се самовъзпроизвеждат и да осъществяват поне един термодинамичен работен цикъл.